# Селенид титана
Селенид титана — бинарное неорганическое соединение
титана и селена
с формулой TiSe,
кристаллы.

## Получение
- Реакция чистых веществ в инертной атмосфере:

{\displaystyle {\mathsf {Ti+Se\ {\xrightarrow {T}}\ TiSe}}}

## Физические свойства
Селенид титана образует кристаллы нескольких модификаций (в зависимости от состава):
- при концентрации селена 48,7 ат.% — ромбической сингонии, параметры ячейки a = 0,3494 нм, b = 0,6222 нм, c = 0,6462 нм, структура типа искажённого арсенида никеля NiAs;
- при концентрации селена 51,2 ат.% — гексагональной сингонии, пространственная группа P 63/mmc, параметры ячейки a = 0,3571 нм, c = 0,6297 нм, Z = 2, структура типа арсенида никеля NiAs (или удвоенная ячейка, параметры ячейки a = 0,7135 нм, c = 1,1976 нм) [1][2][3].